# لي هينشاو
لي هينشاو (بالإنجليزية: Lee Henshaw)‏ هو كاتب بريطاني، ولد في 1972.